# Turoni
A turoni a késő kréta földtörténeti kor hat korszaka közül a második, amely 93,9 millió évvel ezelőtt (mya) kezdődött, a cenomani korszak után, és 89,8 ± 0,3 mya zárult, a coniaci korszak nyitányán.

## Határai
A korszak kezdetét azok a kőzetrétegek jelzik, amelyekben a Watinoceras devonense ammoniteszek legkisebb számban találhatók meg (ekkor jelentek meg), a végét pedig a Cremnoceramus rotundatus kagylók megjelenése.